# Randalls and Wards Islands
Randalls and Wards Islands is een eiland in New York. Het ligt in de East River en maakt deel uit van Manhattan. Het is in het westen van Manhattan afgesplitst door de loop van de Harlem, ligt ten oosten van Queens en ten zuiden van The Bronx.
Oorspronkelijk waren er meerdere eilanden: Randall's Island, Sunken Meadow Island en Ward's Island. De twee grootste, Randall's en Ward's waren van elkaar gescheiden door wat de Little Hell Gate genoemd werd.
In de vroege jaren zestig werd de Little Hell Gate gedempt. Dat de eilanden ooit gescheiden waren door water is enkel nog zichtbaar door de kleine inhammen ter hoogte van de vroegere locatie van de Little Hell Gate. Randall's Island was het meest noordelijke van de twee eilanden, en dus het dichtst bij The Bronx waarvan het gescheiden was door de Bronx Kill. Ward's Island was het zuidelijke van de twee eilanden, gelegen tussen Little Hell Gate en Hell Gate wat het scheidt van Queens. In het noordoosten was er zelfs een klein derde eiland, Sunken Meadow Island, dat in 1955 na demping van de waterscheiding met Randall's Island werd verbonden.
In 2010 had Randalls and Wards Islands een bevolking van 1.648 inwoners die op een gebied leefden van 2,2 km², wat neerkomt op 749 bewoners per km².

## Geschiedenis

### Randall's Island
Indianen noemden Randall's Island Minnahanonck. Het werd in 1637 gekocht van de indianen door de Nederlandse gouverneur Wouter van Twiller en werd gebruikt voor landbouw. De eerste Europese naam voor het eiland was Klein Barenteiland, naar de Deense koeienhoeder Barent Jansen Blom. Later circuleerden ook namen als Buchanan's Island en Great Barn Island.
In 1772 werd het doorverkocht aan de Britse legeringenieur John Montresor. Hij bleef hier wonen tot hij moest dienen in de Amerikaanse Onafhankelijkheidsoorlog. De Britten gebruikten het eiland om via het water aanvallen uit te voeren, waarbij het huis van Montresor platbrandde in 1777.
Montresor legde zijn functie neer en keerde terug naar Engeland in 1778, maar behield het eigendom over het eiland totdat de Britten de stad in 1783 evacueerden en het confisqueerden. In 1784 werd het gekocht door Jonathan Randel (of Randal), waarop het eiland zijn huidige naam kreeg; hoewel de spelling wel anders was. In 1835 verkochten zijn erfgenamen het eiland aan de stad voor $60.000.

### Ward's Island
Ward's Island werd door de Indianen aangeduid als Tenkenas, wilde gronden, of onbewoond land. De eerste Europese naam voor het eiland was Groot Barenteiland, naar de Deense koeienhoeder Barent Jansen Blom. In 1784 werd het eiland gekocht door Jaspar Ward en Bartholomew Ward, de zonen van de rechter Stephen Ward, en zij noemden hun eiland Ward's Island. De broers Ward bouwden een katoenmolen op het eiland en legden in 1807 de eerste brug over Hell Gate en de East River. Bij een storm in 1821 begaf die brug het en Ward's Island werd een onbewoond eiland.